# Муравьёв-Виленский, Михаил Николаевич
Граф (с 17 апреля 1865 года) Михаи́л Никола́евич Муравьёв (1 (12) октября 1796, Москва — 29 августа (10 сентября) 1866, д. Сырец, Лужского уезда, Санкт-Петербургской губернии) — русский государственный, общественный и военный деятель эпох Николая I и Александра II.
Участник Отечественной войны 1812 года и Войны шестой коалиции (1813—1814). Гродненский гражданский губернатор (1831—1835), курский гражданский и военный губернатор (1835—1839). Член Государственного совета (1850). Генерал от инфантерии (1856). Министр государственных имуществ (1857—1862). Вице-председатель Императорского Русского географического общества (1850—1857), почётный член Петербургской академии наук (1857).
Гродненский, минский и виленский генерал-губернатор (1863—1865). Прославился решительным подавлением польских восстаний в Северо-Западном крае, прежде всего, восстания 1863 года. Благодаря ряду глубоких и системных преобразований положил конец польско-католическому доминированию в общественной, социально-экономической и культурно-образовательной сфере над белорусским православным крестьянским населением края. Кавалер ряда орденов и высшей награды Российской империи — ордена Андрея Первозванного. После отставки получил графский титул и почётную приставку к фамилии — Виленский. 
Был при жизни фигурой, вызывавшей крайне полярное отношение к себе в обществе. В кругах либералов и народников его называли «Муравьёв-вешатель», «Муравьёв-палач», «Муравьёв-людоед». В консервативных он был почитаем как выдающийся государственник. Впоследствии подвергся сильной негативной мифологизации как в советской, так и в националистических историографиях Беларуси, Литвы и Польши.

## Происхождение
Выходец из древнего дворянского рода Муравьёвых, известного с XV века. Родился в имении Сырец Санкт-Петербургской губернии (по другим данным — в Москве), получил хорошее домашнее образование. Отец Николай Николаевич Муравьёв был общественным деятелем, основателем школы колонновожатых, выпускниками которой являлись офицеры Генерального штаба. Матерью Михаила Муравьёва была Александра Михайловна Мордвинова (1770—1809). Братья Муравьёва стали также известными личностями:
- Александр Николаевич Муравьёв (1792—1864), декабрист;
- Николай Николаевич Муравьёв-Карский (1794—1866), военный и государственный деятель;
- Андрей Николаевич Муравьёв (1806—1874), духовный писатель.

## Биография

### Ранние годы
В 1810 году Муравьёв поступил в Московский университет на физико-математический факультет, где в возрасте 14 лет при помощи отца Николая Муравьёва основал «Московское общество математиков», целью которого являлось распространение в России математических знаний путём бесплатных публичных лекций по математике и военным наукам. Читал лекции по аналитической и начертательной геометрии, не преподававшимся в университете. 23 декабря 1811 (4 января 1812) года поступил в школу колонновожатых, блестяще сдав экзамен по математике академику Гурьеву. Был назначен дежурным смотрителем над колонновожатыми и преподавателем математики, а затем экзаменатором при Главном штабе.

### Участие в Отечественной войне 1812 года и Войне Шестой коалиции
15 (27) декабря 1812 был произведён в звание прапорщика свиты его императорского величества по квартирмейстерской части, а в апреле выехал в 1-ю Западную армию Барклая-де-Толли в Вильну, с августа в распоряжении начальника штаба Западной армии графа Леонтия Беннигсена. В возрасте 16 лет участвовал в Бородинской битве, был тяжело ранен в ногу ядром на батарее Николая Раевского и едва не погиб. В Нижнем Новгороде благодаря заботам отца и доктора Мудрова быстро поправился, однако всю последующую жизнь ходил с тростью. За бой был награждён орденом Святого Владимира 4-й степени с бантом.
В начале 1813 года после выздоровления снова направился в русскую армию, которая в то время находилась за границей. Принимал участие в битве под Дрезденом при начальнике Главного Штаба, 16 (28) марта 1813 был произведён в подпоручики. В связи с состоянием здоровья в 1814 году возвратился в Петербург и в августе этого же года был назначен в гвардейский Генеральный штаб. Его прошение об отставке император не удовлетворил, в связи с чем, немного подлечившись, он снова вернулся на службу.

### Продолжение военной службы
В 1814—1815 годах Муравьёв дважды направлялся с особыми поручениями на Кавказ. C 1815 года вернулся к преподаванию в школе колонновожатых, которой руководил его отец. 7 (19) марта 1816 произведён в поручики, 26 ноября (8 декабря) 1817 — в штабс-капитаны.
Являлся членом тайных обществ «Священная артель» (1814), «Союз спасения» (1817), «Союз благоденствия», членом Коренного совета, одним из авторов его устава, участником Московского съезда 1821 года . После выступления лейб-гвардии Семёновского полка в 1820 году отошёл от революционной деятельности. В 1820 году был произведён в капитаны, позже переведён в звании подполковника в свиту императора по квартирмейстерской части. В конце года вышел в отставку по состоянию здоровья и поселился в имениях Хорошково и Лузинцы Смоленской губернии, где стал вести жизнь помещика. Во время двухлетнего голода организовал мирскую столовую, обеспечивая пищей до 150 крестьян ежедневно, побудил дворянство обратиться к министру внутренних дел графу Кочубею с просьбой о помощи крестьянам.
В январе 1826 года Муравьёв был арестован по делу декабристов и заключён в Петропавловскую крепость, однако вскоре по распоряжению Николая I освобождён с оправдательным аттестатом и в июле зачислен на службу с определением в армию. Оправдываясь постоянной потерей памяти, Муравьёв не называл никого из соучастников, кроме тех, кто либо был уже арестован и давал признательные показания, либо был недосягаем для следствия, но одновременно выражал преданность государю. В письменных показаниях он сообщал: «В ноябре и декабре 1817 года начало образовываться при мне тайное общество под названием „Союз благоденствия“, которое имело целью распространение добрых нравов, просвещения и противостоять против лихоимства и неправды». Лукавил он и по вопросу о целях общества: ему было известно, что среди этих целей числилось и изменение государственного строя, и освобождение крестьян. На вопрос о других участниках Муравьёв назвал брата Александра, Фонвизина, Трубецкого, Новикова и Перовского. Первые трое, он знал, арестованы и дают признательные показания, Новиков умер, а Перовский за границей и, если не захочет, может не возвращаться в Россию. Других участников Муравьёв «запамятовал». М. Муравьёв стоял на своих позициях и тогда, когда ему в письменном виде адресовали прямой вопрос о замысле цареубийства в сентябре 1817 года, требуя объяснить, какие причины родили это намерение и кто разделял его. «Всё означенное… для меня совершенно чуждо, я ни на каких подобных совещаниях не был и потому ничего о сём изъяснить не могу», — ответил он. Император не дал хода признательным показаниям А. Н. Муравьёва о том, что его брат Михаил был в курсе всех дел тайных обществ, хотя и отказывался принимать участие в их осуществлении.
Исследователь Сергей Ананьев прослеживает появление у Муравьёва в 1820-е годы склонности к ксенофобии, «первоначально по отношению к „немцам“, а позже к полякам». По мнению автора, тогда же сформировались его консервативные убеждения, проявившиеся отказом следовать за радикальными членами «Союза благоденствия» и выходом из декабристского движения. При этом Ананьев отмечает, что декабристская деятельность подарила ему опыт в революционно-конспиративном деле, что дало ему возможность успешно подавлять работу революционных организаций 1863—1866 годов. В целом политические взгляды Муравьёва в это время характеризуются как сочетание лояльности к императору с «потаённой конспиративностью» (представляемой типичным явлением в дворянской и офицерской среде начала XIX века).
В 1827 году представил императору записку об улучшении местных административных и судебных учреждений и ликвидации в них взяточничества, после чего был переведён в Министерство внутренних дел.

### Начало государственной службы
12 июня 1827 года был назначен витебским вице-губернатором с чином коллежского советника. 27 сентября 1828 года стал могилёвским губернатором и был повышен до ранга статского советника. Выступил против обилия антироссийского и пропольского элемента в государственной администрации всех уровней, зарекомендовав себя ярым противником католичества и поляков. Попытался повлиять на ситуацию не путём увольнений, а реформированием системы подготовки и обучения будущих чиновников. В 1830 году подал записку о необходимости распространения российской системы образования в учебных заведениях Северо-Западного края. По его представлению в январе 1831 года вышел императорский указ об отмене Литовского статута, закрытии Главного трибунала и подчинении жителей края общеимперскому законодательству, введении русского языка в судопроизводстве вместо польского. В 1830 году подал на имя императора записку «О нравственном положении Могилёвской губернии и о способах сближения оной с Российской Империей», а в 1831 — записку «Об учреждении приличного гражданского управления в губерниях, от Польши возвращённых, и уничтожении начал, наиболее служивших к отчуждению оных от России». Предлагал в том числе закрытие Виленского университета как оплота иезуитского влияния в крае.
5 января 1830 года получил чин действительного статского советника. Во время восстания 1830—1831 годов являлся генерал-квартирмейстером и генерал-полицмейстером при главнокомандующем Резервной армией графе П. А. Толстом, принимал участие в разгроме повстанческого движения в Витебской, Минской и Виленской губерниях. Занимался ведением следственных дел над повстанцами и организацией гражданского управления на белорусских землях. Ананьев предполагает, что в период этого польского восстания у Муравьёва впервые сформировалась целостная программа необходимых в крае преобразований.

### Гродненский период
9 августа 1831 года назначен гродненским гражданским губернатором, в декабре произведён в генерал-майоры. Будучи губернатором, Муравьёв снискал себе репутацию «истинно русского человека» и бескомпромиссного истребителя крамолы, чрезвычайно строгого администратора. Приложил максимум усилий для ликвидации последствий восстания 1830—1831 годов и для русификации губернии. Так, сослал в Сибирь князя Романа Сангушко. В 1832 году Муравьёвым был уволен директор училищ Алексей Суходольский. После весенних беспорядков 1833 года в Гродненской доминиканской гимназии по решению губернатора были арестованы учитель математики ксёндз Лясковский и 2 ученика второго класса. Ксёндз Зеленко был сослан в «отдалённые местности империи». Дело завершилось упразднением Гродненского доминиканского монастыря и существовавшей при нём гимназии. В июле 1833 года утвердил приговор военного суда о повешении командира партизанского отряда Михала Воловича. В апреле 1834 года в присутствии губернатора произошло торжественное открытие Гродненской гимназии, куда были назначены учителями лица русского происхождения из числа выпускников Главного педагогического института.
Оказывал самое энергичное содействие епископу Иосифу Семашко в деле восстановления иконостасов в униатских церквях, лично посетил Жировичский монастырь и семинарию. Благодаря содействию Муравьёва в Гродненской Коложской церкви уже в 1833—1834 годах в церковном богослужении участвовал дьякон и совершались православные обряды, приучая униатское население к «возвращению в лоно православной церкви». В 1833 году подал записку о необходимости обеспечения духовенства из казны, повышении им жалования в 2 раза, улучшении жилищных и бытовых условий жизни. В 1834 году после очередного обращения в Министерство внутренних дел в Гродно была открыта публичная библиотека. С 31 декабря 1834 года он служил уже в чине тайного советника. В 1835 году произошло упразднение Черлёнского базилианского монастыря, а его функции переданы приходу Софийского собора в Гродно. Также были упразднены 18 малолюдных приходов.
В январе 1835 года Муравьёв встречался в Гродно со своим племянником прапорщиком Михаилом Бакуниным, сосланным за проступок в Северо-Западный край. Разрешил ему работать со своим архивом, в результате чего Бакунин написал «Материалы до Литвы и до губерний, от Польши возвращённых, касающиеся. Из документов М. Н. Муравьёва. 1835 года, 30 января, г. Гродна».

### Курский период

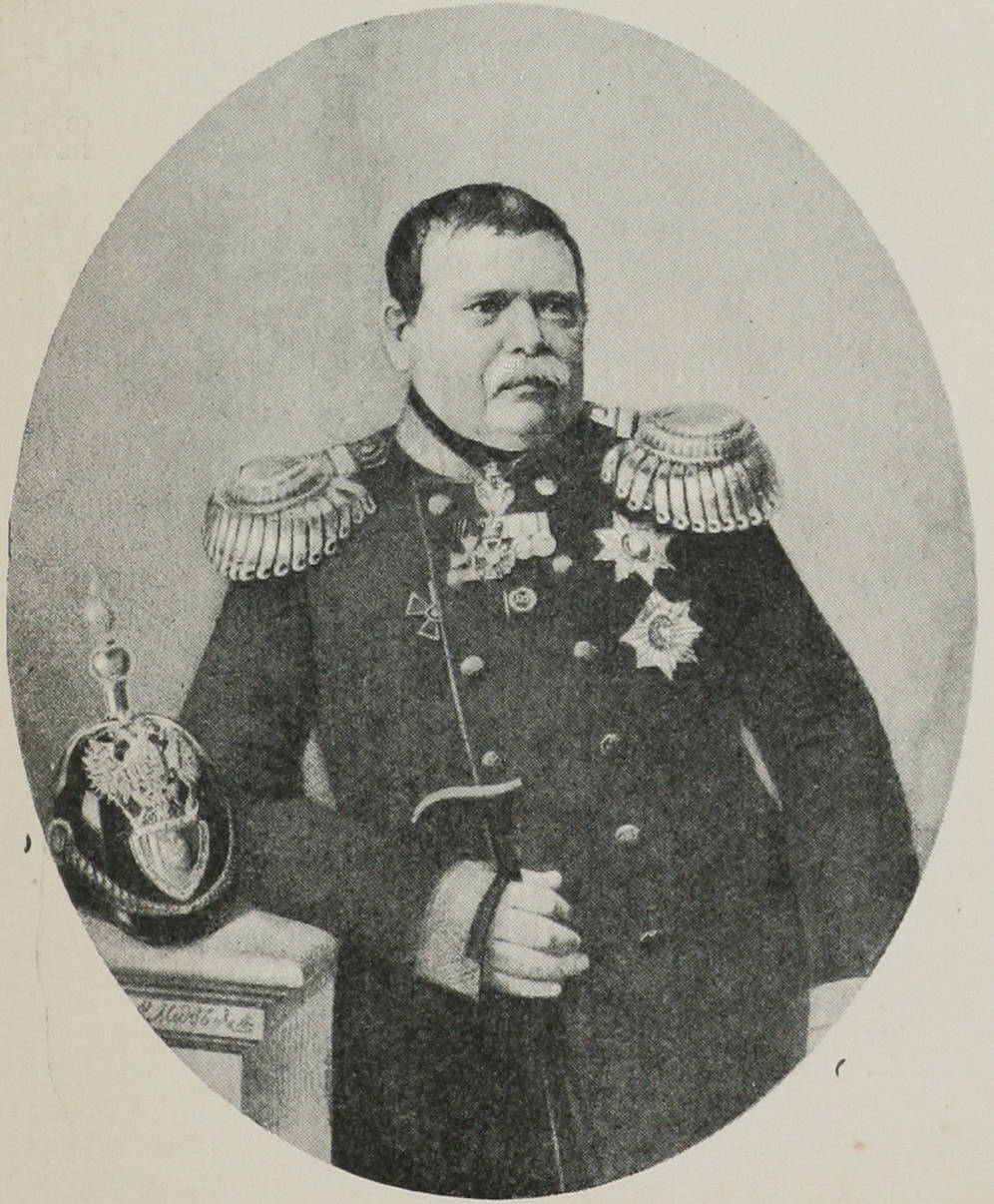
Михаил Николаевич Муравьёв

Указом Николая I от 12 января 1835 года назначен военным губернатором Курска и курским гражданским губернатором и на этом посту проработал до 1839 года. Исследователь политической биографии Муравьёва-Виленского Сергей Ананьев пишет, что основным его достижением во время нахождения на посту курского губернатора следует считать налаживание административной сферы, а также усиление ревизионного контроля в губернии. В Курске Муравьёв зарекомендовал себя как непримиримый борец с недоимками и лихоимством.

### В столицах
12 мая 1839 года назначен директором Департамента податей и сборов министерства финансов. С 9 августа 1842 года — сенатор, с 2 октября 1842 года — управляющий Межевым корпусом на правах главного директора и попечитель Константиновского межевого института. 21 мая 1849 года присвоено звание генерал-лейтенанта. С 1 января 1850 года — член Государственного совета. Кроме этого, в 1850—1857 годах он был вице-председателем Императорского русского географического общества.
С 28 августа 1856 года — генерал от инфантерии. В том же году назначен председателем Департамента уделов Министерства двора и уделов, 17 апреля 1857 года — министром государственных имуществ. На этих должностях совершал экспертно-ревизионные поездки, в которых он характеризовался жёстким, принципиальным и неподкупным чиновником. После ревизионных поездок приступил к разработке вопроса об отмене крепостного права и в конце 1857 года подал в Секретный комитет по крестьянскому делу записку «Замечания о порядке освобождения крестьян». Выступал за постепенное изменение аграрного строя, осуществление которого не встречало бы столь резкого сопротивления на всех уровнях, за что в либеральных кругах получил оценку как «консерватор и крепостник». С 1 (13) ноября 1857 — член Комитета остзейских дел по реформе землевладения в Остзейском крае, а также почётный член Российской академии наук.
Муравьёв был противником официального проекта отмены крепостного права. Его собственный проект реформирования крестьянского управления отличался от проекта большинства редакционных комиссий, поддерживаемого Александром II. Как отмечает историк И. И. Воронов, «на протяжении всего 1861 г. напряжённость между Александром II и М. Н. Муравьёвым только росла, и вскоре император по существу обвинил министра в скрытом противодействии своей политике по крестьянскому вопросу».
1 января 1862 года М. Н. Муравьёв оставил пост министра государственных имуществ, а 29 ноября 1862 года — должность председателя Департамента уделов — и, в связи со слабым здоровьем, вышел в отставку, планируя последние годы своей жизни провести в тишине и спокойствии.

### Виленский период

#### Подавление восстания

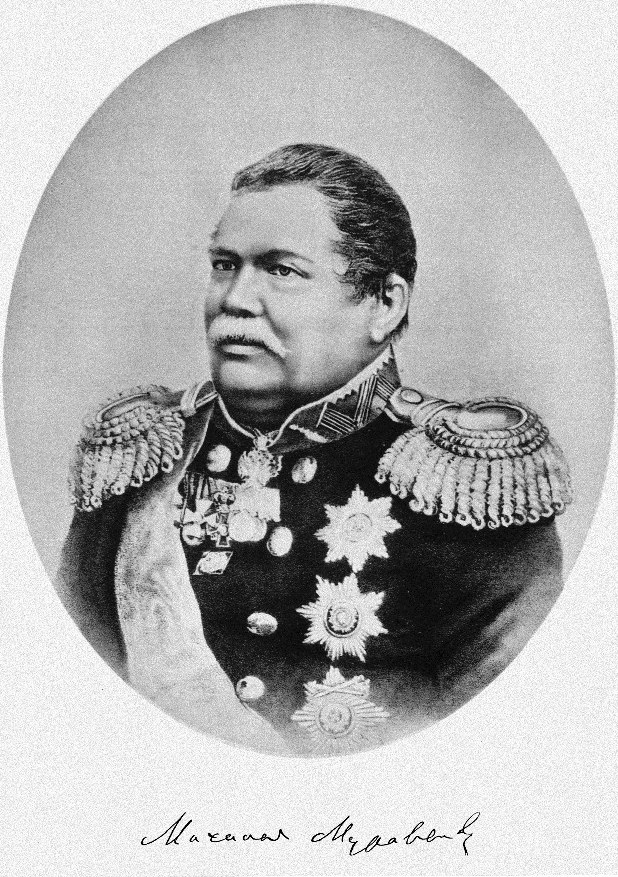
М. Н. Муравьёв

В 1863 году на Северо-Западный край перекинулось восстание, начавшееся в Царстве Польском и имевшее целью восстановление Речи Посполитой. По официальной терминологии и законодательству:43 Российской империи это восстание трактовалось как мятеж. Польское восстание вызывало восхищение на Западе, в апреле и июне 1863 года Англия, Австрия, Голландия, Дания, Испания, Италия, Османская империя, Португалия, Швеция и Папа Римский в жёсткой форме потребовали от российского правительства пойти на уступки полякам. Возник политический кризис, вошедший в историю как «военная тревога 1863 года». В определённой степени поддержку восстания осуществляли либеральные и народнические круги Российской империи. Во многих петербургских и московских салонах и ресторанах либеральная публика открыто произносила тост за успехи «польских товарищей». Герцен, издатель «Колокола», поддерживал до и во время восстания контакты с центром польской эмиграции — Hotel Lambert в Париже, вместе с М. А. Бакуниным Герцен разрабатывал планы польско-русского революционного союза с одновременным выступлением в России и Польше, а на страницах «Колокола» выступал в поддержку польского дела. Герцен призывал русских офицеров в Польше «…идти под суд в арестантские роты, быть расстрелянным… быть поднятым на штыки,… но не подымать оружия против поляков,… отыскивающих совершенно справедливо свою независимость» и обращался с аналогичными воззваниями и к солдатам. Впрочем, эти идеи оказались непопулярны в русском обществе, в том числе и среди аудитории «Колокола», а по мере неудач восстания привели к конфликту Герцена также и с поляками. Разгоранию восстания способствовала к тому же весьма либеральная и доброжелательная политика наместника в Царстве Польском великого князя Константина Николаевича и виленского генерал-губернатора Владимира Назимова. Оба медлили со введением чрезвычайного положения и применением военной силы, когда восстание охватило уже всю Польшу и перекинулось в Литву и Белоруссию.
В административной, экономической, социальной, культурно-просветительской, религиозной и общественной сферах жизни Виленского края почти безраздельно доминировали представители польских и ополячившихся католических кругов, тогда как собственно белорусское население в результате многовекового польского давления представляло собой преимущественно крестьянские массы, без интеллигенции, буржуазии и аристократии. Не без содействия Муравьёва Иосифом Семашко в 1839 году была отменена Брестская уния, и значительная часть белорусов перешла в исповедовавшееся их предками до принятия унии православие. Однако основными землевладельцами в крае оставались поляки, что создавало почву для новых восстаний. Получая деньги от сочувствующих польских помещиков, сформировавшиеся отряды повстанцев (в том числе специальные группы так называемых кинжальщиков) во многих местах совершали нападения на армейские казармы, убивая солдат, а также применяя террор к не поддерживающему их большинству белорусского населения. Среди их гражданских жертв были православные священники, крестьяне и даже помещики, прекратившие поддержку восстания.
По мере обострения ситуации в Северо-Западном крае канцлер Горчаков настоятельно рекомендовал Александру II заменить бездеятельного генерал-губернатора Владимира Назимова на Михаила Муравьёва, за кандидатуру которого выступал также влиятельный политический публицист и издатель Михаил Катков. Государь лично пригласил Муравьёва к себе и назначил его 1 (13) мая 1863 года виленским, гродненским и минским генерал-губернатором, командующим войсками Виленского военного округа с полномочиями командира отдельного корпуса в военное время, а также главным начальником Витебской и Могилёвской губерний. На аудиенции Муравьёв произнёс: «Я с удовольствием готов собою жертвовать для пользы и блага России».
Гродненский историк Е. Ф. Орловский писал: «Невзирая на свои 66 лет от роду, работал до 18 часов в сутки, принимая доклады с 5 часов утра. Не выходя из своего кабинета, он управлял 6-ю губерниями; и ещё как искусно управлял!» Начав с подбора кадров, Муравьёв отстранил прежних чиновников, продемонстрировавших свою неэффективность, и привлёк целую когорту дееспособных администраторов и управленцев. Среди них следует отметить, прежде всего, попечителя Виленского учебного округа Ивана Корнилова, начальника тайной полиции ротмистра Алексея Шаховского, Константина Кауфмана, сменившего Михаила Николаевича на посту главного начальника Северо-Западного края. Впоследствии генерал Кауфман стал широко известен как покоритель Туркестана.
После прибытия Муравьёва в Северо-Западный край им был предпринят ряд последовательных и результативных мер по прекращению восстания. Подход к решению проблемы у Муравьёва заключался в убеждении, что чем жёстче он возьмётся за подавление восстания, тем скорее и с меньшим числом жертв его подавит. Одним из первых мероприятий являлось обложение высокими военными налогами имений польских помещиков. Обоснованием таких налогов являлась мысль, что если поляки имеют деньги на восстание, то должны предоставить их и на его усмирение. Имения польских помещиков, замеченных в активной поддержке восставших, отбирались в пользу государства. В результате этих действий Муравьёву удалось лишить восставших финансовой поддержки. В ходе военных операций подчинённых генерал-губернатору войск партизанские отряды восставших также были локализованы и вынуждены были сдаться властям. Муравьёв при подавлении восстания сжигал мятежные шляхетские поселения.

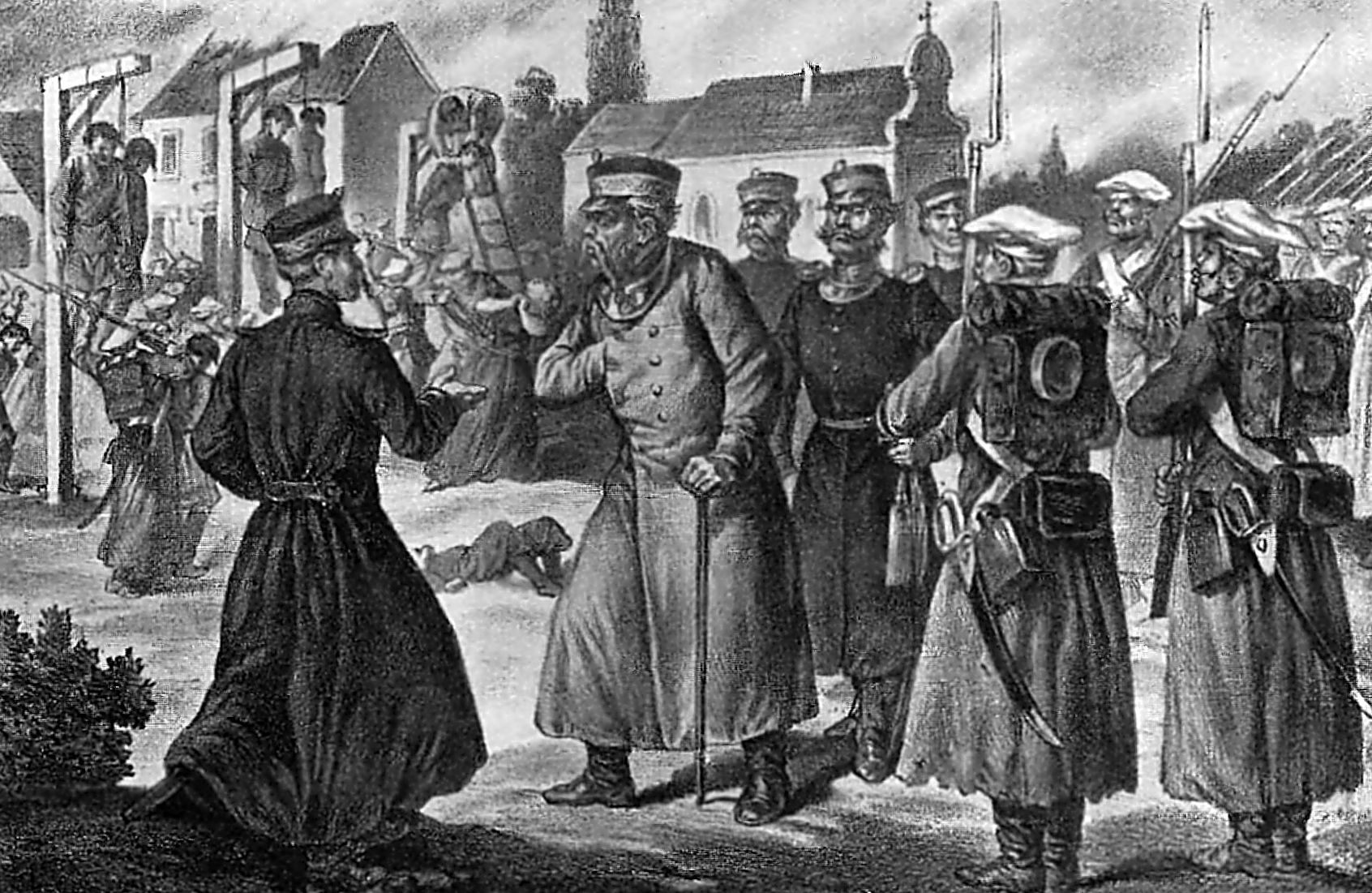
Анонимная гравюра из польского альбома к 50-летию январского восстания, изображающая «Муравьёва-вешателя» в Литве

В борьбе с участниками восстания Муравьёв прибегал и к мерам устрашения — публичным казням, которым, однако, подвергались лишь непримиримые участники восстания и виновные в убийствах и которые осуществлялись лишь после тщательного разбирательства. Всего за годы правления Муравьёва было казнено 128 человек, ещё от 8,2 тысячи до 12,5 тысяч человек было отправлено в ссылку, арестантские роты или на каторгу. В основном это были непосредственные участники восстания: католические священники и представители шляхты, доля католиков среди репрессированных составляла свыше 95 %, что соответствует общей пропорции участников восстания. Всего из около 77 тысяч повстанцев различного рода уголовным наказаниям было подвергнуто всего лишь 16 % их участников, тогда как остальные сумели вернуться домой, не понеся наказания.
К указам символического характера относился запрет администрацией Муравьёва на ношение польской символики и траура по павшим повстанцам — специфически женской формы политического протеста. Историк Михаил Долбилов считает, что запрет представлял собой «ритуальную реконструкцию польского присутствия» и был направлен «против семиотики „полонизма“, внешних знаков польского влияния в Северо-Западном крае». По его мнению, подобными действиями власть «пыталась визуализировать польское присутствие в крае как в одно и то же время поверхностное и повсеместное».
В ходе восстания было убито либо пропало без вести 1174 российских солдата и офицера. Общее же число жертв повстанческого террора до сих пор точно не установлено. Исследователи называют разные цифры: от нескольких сотен до нескольких тысяч. Сам Муравьёв в ходе восстания называл цифру в 500 человек. По информации «Московских Ведомостей», на 19 сентября 1863 года количество только повешенных достигало 750 человек. По данным III Отделения Собственной Его Императорского Величества канцелярии, за весь 1863 год повстанцы казнили 924 человека. «Энциклопедический словарь» Брокгауза и Ефрона указывает, что число жертв повстанческого террора равнялось примерно 2 тысячам человек.

#### Реформы социально-экономического уклада края
Подавление восстания не было окончанием деятельности Муравьёва в Северо-Западном крае. Как опытный администратор он прекрасно понимал, что для предотвращения подобных событий в будущем необходимо коренным образом изменить жизнь в крае, вернуть его, как он сам говорил, на «древнерусскую» дорогу. Имея на сей раз широкие полномочия, он начал реализовывать многое, что было задумано ещё в 1831 году, при подавлении первого польского восстания.
Губернатор приказал большинству из чиновников-поляков подать прошения об отставке, поскольку многие из них тайно сочувствовали, а зачастую и помогали повстанцам. В то же время по всей России приглашались люди на «старинную русскую землю» для работы в присутственных местах. Эти меры избавили государственные учреждения Северо-Западного края от польского влияния. В то же время губернатор открыл широкий доступ к должностям в различных сферах местному православному населению. Так началась белорусизация местной администрации в Северо-Западном крае.
Видя причины восстания в сопротивлении польских помещиков крестьянской реформе, Муравьёв принял меры к её осуществлению в Северо-Западном крае. Были секвестированы имения, обложены контрибуцией и штрафами неблагонадёжные лица, то есть помещики католического вероисповедания. В Вильне была образована Особая поверочная комиссия, которая занималась исправлением уставных грамот. Шляхта, получившая из Герольдии свои документы, не утверждённые во дворянство, записывалась в однодворцы и граждане городов и селений.
В Северо-Западном крае Муравьёв видел главную опору власти в крестьянстве, поскольку в отрядах мятежников крестьяне составляли в среднем только 18 %, а шляхта — 70. Однако в крае существовало полное непонимание крестьянами своих прав по положению 1861 года. Для того, чтобы сделать крестьян независимыми от помещичьего влияния, Муравьёв потребовал от местной администрации, чтобы она разъяснила крестьянам их права, а также обязал её охранять крестьянское самоуправление от произвола и достиг того, что мировые посредники явились действительными защитниками крестьянских прав и личности. Было отменено временнообязанное состояние крестьян, то есть выполнение ими феодальных повинностей до выплаты выкупных платежей. Батраки и безземельные крестьяне стали наделяться землёй, конфискованной у участвовавших в выступлениях помещиков. На это из казны была выделена огромная по тем временам сумма в 5 миллионов рублей. В феврале 1864 года вышел указ «Об экономической независимости крестьян и юридическом равноправии их с помещиками». Польские помещики были обложены 10-процентным сбором в пользу казны от всех получаемых ими доходов. Наделы белорусских крестьян увеличивались почти на четверть, а их подати стали на 64,5 % ниже по сравнению с остальными российскими крестьянами. При этом в западных районах Белоруссии, наиболее подверженных влиянию мятежников, крестьяне получили наибольшие преференции. Крестьянское землепользование увеличилось в Ковенской губернии — на 42,4 %, в Виленской — 42,4 %, в Гродненской — 53,7 %, в Минской — 18,3 %, в Витебской — 3,7 %.
Целью всех этих мер было создание зажиточного белорусского крестьянства, способного противостоять польскому экономическому господству. К моменту вступления Муравьёва в должность польским землевладельцам в Белоруссии принадлежало в 4 раза больше земли, чем землевладельцам православным. Закон от 10 (22) декабря 1865 года, принятый уже при преемнике Муравьёва Константине Петровиче Кауфмане, запретил лицам польского происхождения приобретение земли в Северо-Западном крае, кроме случаев наследования. В результате число православных помещиков увеличилось с 1458 до 2433, а количество земли в их распоряжении — вдвое. Передача земли из рук восставшей шляхты в руки белорусского крестьянства происходила наглядно и быстро, что поднимало престиж русской власти.

#### Реформы в культурной и образовательной сфере

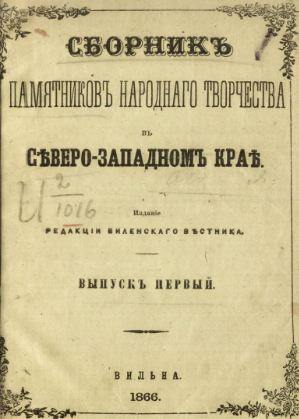
Обложка «Сборника памятников народного творчества в Северо-Западном крае», изданного в 1866 году

Муравьёв проводил политику основательной русификации Северо-Западного края, которая, однако, по представлениям и терминологии того времени не противопоставлялась местной белорусской культуре, а, напротив, включала её в себя как одну из составляющих. Губернатор относился к белорусам в соответствии с господствующей концепцией трёх ветвей русского народа и энергично поддерживал их эмансипацию от польского культурного доминирования. По инициативе официальных властей на белорусском языке увидели свет издания «Беседа старого вольника с новыми про их дело» и «Рассказы на белорусском наречии». Для доказательства исконно русского и православного характера края по инициативе Муравьёва в начале 1864 года была учреждена Виленская комиссия для разбора и издания древних актов, имевшая большое значение для формирования исторического самосознания белорусов. Благодаря усилиям сотрудников комиссии был впервые основательно пролит свет на прошлое Белой Руси, а первый глава комиссии Пётр Бессонов, назначенный лично Муравьёвым, стал, по сути, отцом-основателем научного белорусоведения. Изданный затем им сборник «Белорусские песни» является уникальным памятником белорусской культуры, который учёные-фольклористы используют до сих пор. Вместе с тем, Муравьёв проводил меры по приобщению местного населения к русскому языку.
Вместе с Иваном Корниловым Муравьёв подготовил «Программу восстановления русских начал», одобренную царём 22 мая 1864 года. Были изданы запреты на периодическую печать и театральные постановки на польском языке, вообще использование польского языка в общественных местах, также запреты на государственную службу для лиц католического вероисповедания, привлечение повышенными окладами чиновников, педагогов, священников из внутренних губерний России. На той же основе в 1864 уже Константином Кауфманом введён полный запрет на печатание книг на литовском языке латинским шрифтом, оставшийся в силе до 1904 года.
Много внимания было уделено администрацией Муравьёва народному просвещению и, в частности, школьному образованию. Собственно белорусских школ в то время не существовало, они были давно искоренены в крае, как и западнорусский письменный язык, выведенный поляками из делопроизводства ещё в 1696 году. Учебные заведения края находились под полным контролем польского дворянства и духовенства, которое продвигало своих воспитанников на административные посты. Накануне восстания многие учебные заведения края попросту игнорировали занятия по профилю и открыто готовили студентов к участию в восстании. Закрыв наиболее антироссийски настроенные из них (к примеру, Горы-Горецкий земледельческий институт), Муравьёв поручил область преобразования своему соратнику Ивану Петровичу Корнилову, назначенному попечителем Виленского учебного округа. Под его началом школьное обучение было переведено с польского языка на русский. В крае распространялись десятки тысяч православных молитвенников, учебников, портретов императорской семьи, картин духовного содержания, которые должны были заменить у учеников изображения из истории польского народа. Были выделены средства для преподавания хорового православного пения по три урока в неделю, что оказывало большое моральное воздействие на юных белорусов.
Несмотря на то, что ученикам-полякам было запрещено говорить в стенах школ по-польски, в школьной программе для детей-католиков был оставлен Закон Божий римско-католической веры. Предпринимались попытки перевода католического богослужения и литературы с латыни и польского на русский язык. При замене преподавателей-поляков православными наставниками увольняемые поддерживались материально, некоторые получали новые места во внутренних районах империи, а большинство — пенсии. Было создано двенадцать двухклассных училищ с практическим образованием для простого белорусского населения. Вместо закрытых гимназий, где до этого учились лишь выходцы из привилегированных сословий (преимущественно, поляки), были открыты уездные училища. Создавались также и новые гимназии, например, вторая Виленская. Средства на эти преобразования поступали от 10-процентного сбора, которым обложили польскую шляхту за участие в мятеже.

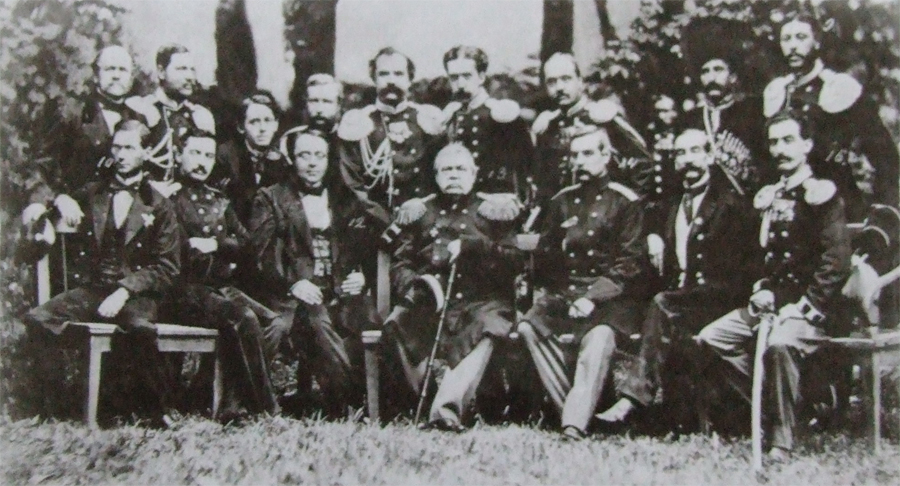
Михаил Николаевич Муравьёв (в центре)

К 1 января 1864 года в Северо-Западном крае было открыто 389 народных училищ. Таким образом, в бытность Михаила Муравьёва губернатором Северо-Западного края образовательная сфера пережила настоящую революцию, а местная школа перестала быть элитарной и превратилось практически в массовую. Результаты были впечатляющими. Одно из созданных по предложению Муравьёва народных училищ, Белоручское, окончил белорусский классик Янка Купала. Другой выдающийся белорусский поэт Якуб Колас учился в Несвижской учительской семинарии, открытой уже после смерти Муравьёва, но, как признавался попечитель Виленского учебного округа Сергиевский, по его идейным лекалам «как просветительский и образовательный форпост, который будет служить отпором польскому католицизму».
Из библиотек края были изъяты все антирусские пропагандистские книги и брошюры, в массовом порядке ввозились и издавались на месте православные духовные работы, книги по истории и культуре России. В Вильну был приглашён представитель западнорусизма Ксенофонт Говорский и было перенесено из Киева его издание «Вестник Юго-Западной и Западной России» под новым названием «Вестник Западной России».

#### Восстановление православного характера края
Особым направлением деятельности Муравьёва было возрождение православного характера Северо-Западного края. В укреплении православия как древнейшей и господствующей религии губернатор видел укрепление общерусского элемента и прочное умиротворение края. Несмотря на то, что на Полоцком церковном соборе в 1839 году по инициативе епископа Иосифа (Семашко) все униаты (к которым относилось большинство населения края) были воссоединены с православием, положение приходов было тяжёлым. Как правило, они оставались весьма бедными и материально зависимыми от враждебно настроенных польских помещиков, а уровень подготовки местных священников во многом оставлял желать лучшего. Нередко даже основные молитвы бывшие униатские священники знали на польском языке лучше, чем на церковнославянском или «простом» (белорусском) языке. В плачевном состоянии находились православные храмы, значительно уступавшие католическим по величине, убранству и количеству. Доминирующее практическое положение католической церкви и смешение обрядностей продолжали оказывать сильное влияние на бывших униатов, способствовали их дальнейшему окатоличиванию и ополячиванию, а также являлись опорой антироссийской политической пропаганды.
В 1857 году, занимая пост министра государственных имуществ, Муравьёв издал распоряжение о государственном финансировании строительства «в казённых имениях Северо-Западного края» 36 новых храмов и ремонте 56 существующих. После назначения губернатором края начал контролировать процесс этих ранее запланированных работ. 12 июля 1864 года учредил в крае церковные советы. 19 октября 1864 года в циркуляре потребовал точных сведений о состоянии православных церквей края, и в процессе расследования оказались выявлены нецелевые расходования этих средств. Администрацией Муравьёва был разработан план по обновлению действующих и возведению новых православных церквей. При содействии Помпея Батюшкова по инициативе Муравьёва был образован губернский церковно-градостроительный комитет, который занялся восстановлением и строительством православных храмов по типовым проектам. При строительстве обращали внимание на то, чтобы возводимые храмы как по внешнему, так и по внутреннему виду были похожи на центральнороссийские, поскольку местная архитектура православных храмов испытала на себе очень сильное влияние католического, униатского и отчасти протестантского храмостроительства. Была перестроена в русско-византийском стиле древняя Никольская церковь (в архитектурном облике которой до того сохранялись черты готики и барокко), заново отстроены из руин Пречистенский собор и Пятницкая церковь в Вильне, другие храмы в Литве и Белоруссии. При церквях образовывались церковные братства, наследники традиций XVI—XVII веков. В поддержку православного духовенства Белоруссии священникам увеличили жалованье до 400 рублей в год. Представителям духовенства, пострадавшим от мятежников, из государственной казны было выделено 42 тысячи рублей для оказания помощи.

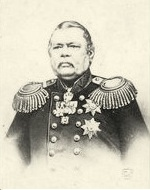
Граф Муравьёв-Виленский

Ликвидируя создавшийся за последние два века острый дисбаланс в церковных строениях, администрация Муравьёва закрыла 191 католический храм, 32 прихода и 52 каплицы. Был издан указ о недопустимости посещения православными католических богослужений, а также употребления на православных богослужениях польских молитвенников. В то же время в центральной России было заказано большое число православных молитвенников, которые по низким ценам распространялись среди населения.
Гуманный внук воинственного деда,

Простите нам, наш симпатичный князь,

Что русского честим мы людоеда,

Мы, русские, Европы не спросясь!..

Как извинить пред вами эту смелость?

Как оправдать сочувствие к тому,

Кто отстоял и спас России целость,

Всем жертвуя призванью своему?

Кто всю ответственность, весь труд и бремя

Взял на себя в отчаянной борьбе —

И бедное, замученное племя,

Воздвигнув к жизни, вынес на себе?..

Кто, избранный для всех крамол мишенью,

Стал и стоит, спокоен, невредим —

Назло врагам — их лжи и озлобленью,

Назло — увы — и пошлостям родным.

Так будь и нам позорною уликой

Письмо к нему от нас, его друзей!

Но нам сдаётся, князь, ваш дед великий

Его скрепил бы подписью своей.
Графу Муравьёву принадлежит ещё одна особая инициатива в области веры, способствовавшая укреплению духовной связи белорусов с православием. Генерал-губернатор распорядился приобрести 300 тысяч православных наперсных крестиков для населения и раздать их бесплатно жителям по 135 на каждый приход. Этот духовный почин нашёл очень широкую поддержку среди российского общества. Дворяне, купцы, простые люди жертвовали средства на приобретение крестиков разной величины для белорусов. Купец первой гильдии Комиссаров передал один миллион крестиков. Также деньги на эту акцию шли за счёт штрафов, наложенных на польских помещиков и ксендзов за участие в мятеже. Отмечается, что уже к концу 1864 года почти все православные крестьяне Северо-Западного края имели на себе кресты, приняв их с большим энтузиазмом. Наряду с крестиками, среди населения по низким ценам распространялись православные иконы, а также лубочные изображения религиозно-нравственного и патриотического содержания.

#### Общественный резонанс
Успехи Муравьёва, несмотря на поток критики из некоторых либеральных петербургских салонов, произвели в России большое впечатление. В мае и июле 1864 года Александр II лично посетил Вильну и на смотре войск отдал честь Михаилу Николаевичу — беспрецедентный жест на тот момент. Патриотически настроенная интеллигенция и чиновники, от влиятельного публициста Михаила Каткова до военного министра Дмитрия Милютина и министра государственных имуществ Александра Зелёного, горячо поддерживали преобразования Муравьёва. Сочувствовали Муравьёву и старшие сыновья императора — великие князья Николай и Александр Александровичи. Тем не менее по мере налаживания мирной жизни в крае становилась всё сильнее позиция сторонников диалога с поляками. Одним из главных адвокатов такого курса был брат императора, бывший наместник Царства Польского Константин Николаевич, при котором и разгорелось восстание. Он лично враждовал с Муравьёвым после того, как тот даже не пожелал с ним встретиться в Вильне при его возвращении в Петербург. Вновь смягчил свою позицию по отношению к полякам и колеблющийся министр иностранных дел Александр Горчаков.
По инициативе Помпея Батюшкова и Антонины Блудовой петербургская аристократия собирала подписи под приветственным адресом по случаю вручения Михаилу Муравьёву иконы Архистратига Михаила. Однако губернатор Петербурга А. А. Суворов отказался от подписи, назвав публично Муравьёва «людоедом». Ответ последовал от Тютчева в виде язвительного стихотворения («Гуманный внук воинственного деда…»). Аналогичное послание (с тем же выводом, согласно которому А. В. Суворов, в отличие от внука, подписал бы адрес Муравьёву) посвятил губернатору и Пётр Андреевич Вяземский.
Резиденцией Муравьёву в Вильне служил генерал-губернаторский дворец. По личной просьбе Муравьёв был уволен с должности генерал-губернатора, 17 апреля 1865 года получил титул графа и почётное прозвание «Виленский». Император предоставил Муравьёву право самому выбрать своего преемника в Северо-Западном крае. Выбор Муравьёва пал на Константина Петровича Кауфмана, прославившегося позже в качестве завоевателя Туркестана.

### Поздние годы

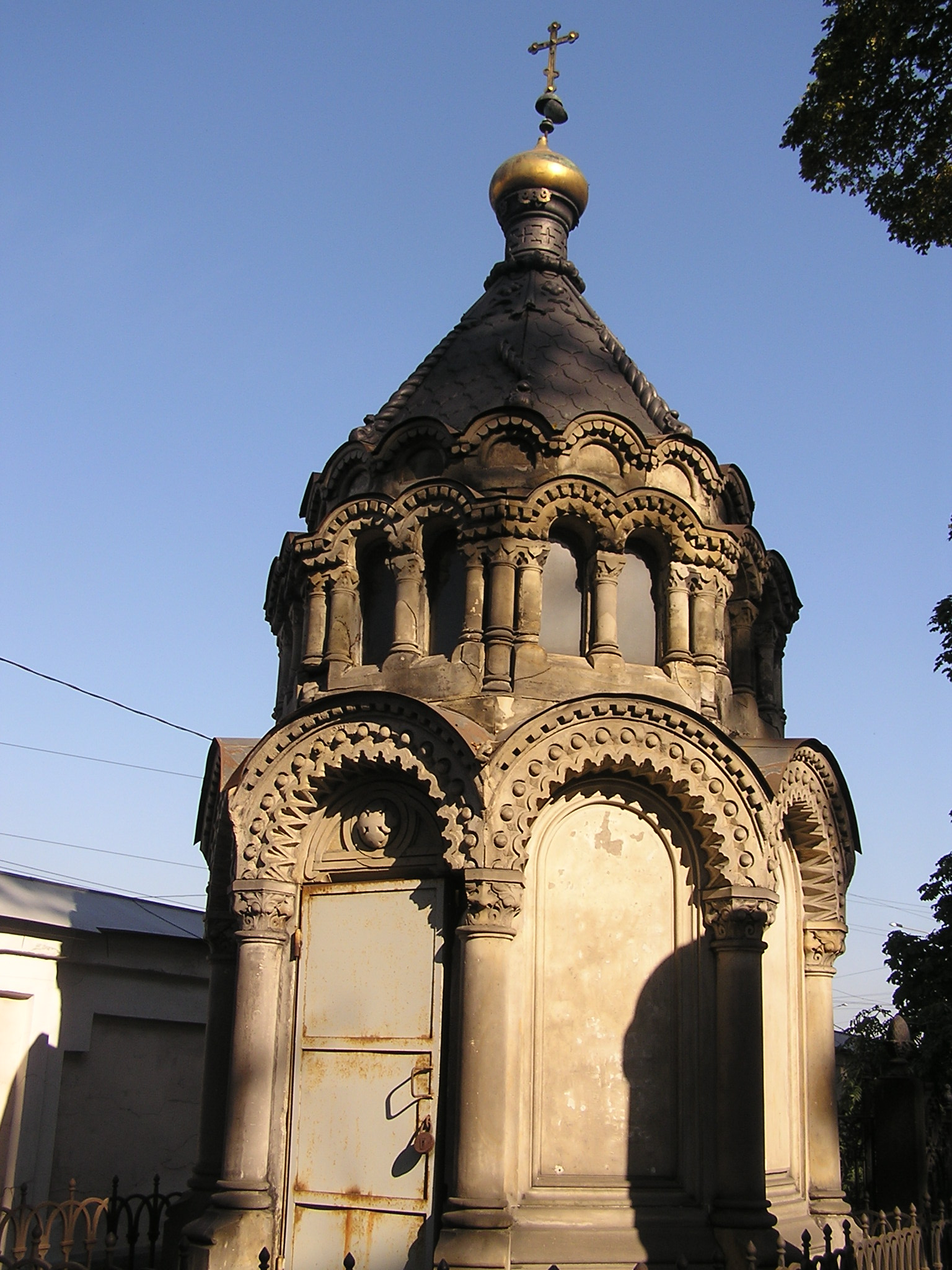
Часовня над могилой

В апреле 1866 года был назначен председателем Верховной комиссии по делу о покушении на царя Дмитрием Каракозовым.
В это время, тщетно пытаясь спасти свой журнал «Современник» от закрытия, Николай Некрасов после обеда в Английском клубе продекламировал Муравьёву посвящённые ему хвалебные стихи (не сохранились; стихотворение «Бокал заздравный поднимая…», долгое время приписывавшееся Некрасову, является контаминацией двух стихотворений И. А. Никотина). На участь журнала и вообще на отношение правительства к общественным деятелям в обстановке после покушения на императора этот поступок не повлиял, а лишь испортил в глазах либеральной общественности репутацию Некрасова.
На гробовой его покров

Мы, вместо всех венков, кладём слова простые:

Не много было б у него врагов,

Когда бы не твои, Россия.
Умер 29 августа (10 сентября) 1866 года в своём имении в д. Сырец, немного не дожив до казни Каракозова. Александр Герцен отозвался о его смерти фразой «Задохнулся отвалившийся от груди России вампир». Муравьёв был похоронен на Лазаревском кладбище Александро-Невской лавры в присутствии императорской фамилии. В почётном карауле стоял Пермский пехотный полк, шефом которого был граф Муравьёв. Александр II провожал своего подданного до самой могилы.

## Семья

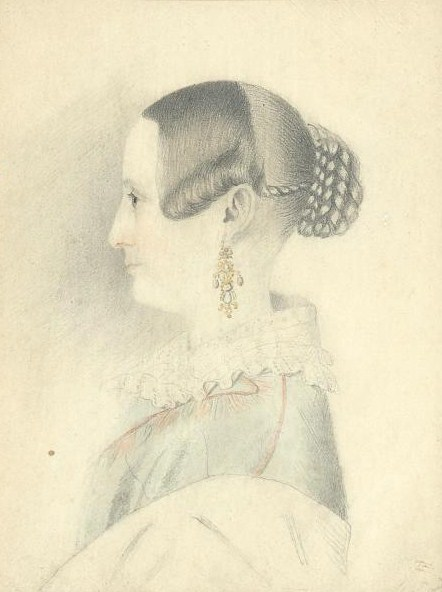
Пелагея Васильевна на портрете Т. Райта (1843)

Жена — Пелагея Васильевна Шереметева (1802—1871), дочь отставного гвардии капитан-поручика Василия Петровича Шереметева (1765—1808) от брака с Надеждой Николаевной Тютчевой (1775—1850); сестра жены декабриста И. Д. Якушкина Анастасии. Венчание состоялось 26 августа 1818 года в церкви села Покровского. По словам графа С. Д. Шереметева, в молодости Пелагея Васильевна была красавицей, «когда хотела, она могла быть очень приятной и остроумной, но в ней не было простоты и подкупающего простодушия её мужа». В 1860 году была пожалована в кавалерственные дамы ордена Св. Екатерины малого креста. Скончалась неожиданно в 1871 году в церкви во время пасхальной литургии. Похоронена на кладбище Александро-Невской лавры. В браке родились:
- Николай (Муравьёв-Ковенский) (1820—17.10.1867), генерал-майор, вятский губернатор, рязанский губернатор. Умер от разрыва сердца в Берлине, похоронен там же;
- Леонид (1821—1881), член консультации Министерства юстиции и член общего присутствия провиантского департамента Военного министерства, герольдмейстер;
- Василий (1824—1848), штабс-капитан;
- Софья (1833—1880), замужем за полковником Кавалергардского полка, егермейстером С. С. Шереметевым (1821—1884)[14].

## Оценки
Отношение современников и потомков к Муравьёву отличалось и отличается неоднозначностью и варьируется от чрезмерного восхваления и восхищения его личностью до полного неприятия и шельмования. Василий Розанов писал, что «его (Муравьёва) жестокость есть чистый миф, им же выдуманный».
Известен анекдот, из-за которого за Муравьёвым закрепилось прозвище «Вешатель»: после подавления польского восстания 1831 года, в котором он активно участвовал, на поступивший вопрос одного из польских шляхтичей Гродно, не является ли новый губернатор «родственником моему былому знакомому Сергею Муравьёву-Апостолу, который был повешен в 1826 году?», Муравьёв ответил: «Я не из тех Муравьёвых, что были повешены, а из тех, которые вешают». Данным гродненским эпизодом воспользовался Александр Герцен, который в своей газете «Колокол», издававшейся в Лондоне, стал называть Муравьёва «вешателем». Это прозвище затем распространилось в кругах либеральной интеллигенции и польской шляхты.
Следующим образом характеризовал Муравьёва белорусский историк Митрофан Довнар-Запольский:
Хотя в поляках Михаил Николаевич Муравьёв и оставил тяжёлое воспоминание, какое оставляет в памяти каждого восставшего народа его усмиритель, однако это был один из выдающихся деятелей эпохи. Он выгодно отличался от сановников и николаевской эпохи, и наследующей. Он обладал обширным образованием, определённым образом мыслей, знанием дела, выполнять которое он призывался. Обладая обширным государственным умом, он приступал к выполнению той или другой государственной задачи, усвоив себе предварительно известного рода план работы, её задачи"
Русский писатель и общественный деятель Иван Корнилов писал:

Дорогое для истинно русских людей имя М. Н. Муравьёва, восстановившего в 1863 году в Северо-Западном крае достоинство и честь русского имени и возбудившего в древнем православном крае русскую культурную жизнь, было предметом злобы и чёрной клеветы для всех врагов России.…Непростительно, что русские историки пренебрегали своим нравственным долгом и оставляли без внимания изучение крупнейшего события минувшего столетия — созданную М. Н. Муравьёвым и прожившую, к несчастию, менее пяти лет русскую народно-государственную систему управления Западной Русью и Литвой.
Публицист и монархист белорусского происхождения Иван Солоневич так оценивал деятельность графа:

Край, сравнительно недавно присоединённый к империи и населённый русским мужиком. Кроме мужика, русского там не было ничего. Наше белорусское дворянство очень легко продало и веру своих отцов, и язык своего народа, и интересы России. Тышкевичи, Мицкевичи и Сенкевичи — они все примерно такие же белорусы, как и я. Но они продались. Народ остался без правящего слоя. Без интеллигенции, без буржуазии, без аристократии, даже без пролетариата и без ремесленников. Выход в культурные верхи был начисто заперт польским дворянством. Граф Муравьёв не только вешал. Он раскрыл белорусскому мужику дорогу хотя бы в низшие слои интеллигенции.
Революционные демократы оценивали личность Муравьёва резко отрицательно. Александр Герцен характеризовал Михаила Николаевича по убеждениям, делам и внешности так:
Такого художественного соответствия между зверем и его наружностью мы не видали ни в статуях Бонароти, ни в бронзах Бенвенуто Челлини, ни в клетках зоологического сада.

### Белорусская историография
Историк Александр Бендин, изучая образ Муравьёва-Виленского в современной белорусской историографии, пишет, что восприятие образа графа и его политики породило устойчивый негативный стереотип, который превратился «в долгоживущий общественно-исторический миф, созданный ещё в дореволюционной националистической историографии и активно воспроизводимый на протяжении десятилетий советскими, а теперь уже и постсоветскими исследователями и популяризаторами отечественной истории». Исследователь отмечает предельное упрощение и наделение политического образа Муравьёва-Виленского и созданной им «системы» управления Северо-Западным краем исключительно негативными характеристиками.
Бендиным отмечается также историографический диссонанс в оценках Муравьёва в сравнении с польскими революционерами, когда Муравьёв волею исследователей «превратился в злого демона белорусской истории», а польские революционеры «стяжали лавры её героев» (в частности, К. Калиновский, несмотря на его же исторические оценки как жёсткого и последовательного сторонника уничтожения в крае православной церкви, которая всегда была легальной в Великом княжестве Литовском и к которой после 1837 года принадлежало абсолютное большинство белорусского народа).

### Литовская историография
В литовской историографии личность Муравьёва рассматривается преимущественно в контексте изучения этнокультурных и этнополитических групп края в период восстания 1863 года и после него. Подчёркивается, что под «поляками» в крае ранее понималось всё нерусское население католического вероисповедания. В работе Гядиминаса Илгунаса пишется, что «важнейшей целью Муравьёва и его чиновников было обрусить литовцев, сделать их православными». Исследователь Дарюс Сталюнас, ссылаясь на собственный анализ политической практики 1863—1865 годов в крае, утверждает, что в представлении М. Н. Муравьёва литовцы являлись одной «из этнокультурных групп, которые в будущем должны были стать опорой российских властей в Северо-Западном крае».

## Память

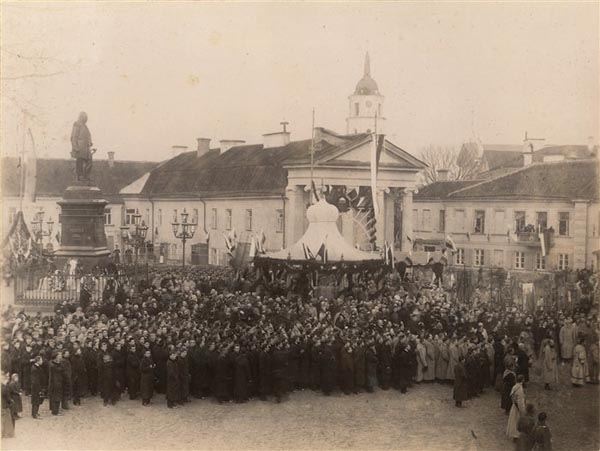
Открытие памятника Михаилу Муравьёву в Вильне (1898 год)

8 ноября 1898 года в Вильне Михаилу Муравьёву был установлен памятник, простоявший до 1915 года, пока город не был оккупирован германскими войсками. По одной из версий, памятник был наряду с памятником Екатерине II эвакуирован, по другой — он остался в городе, и польские власти впоследствии, в 1920 году, устроили над ним целенаправленное надругательство — построили общественные городские туалеты.
Год установки памятника вызывает сомнения по причине того, что в 1901 году осуществляли деятельность Комитет по сооружению в г. Вильне памятника Императрице Екатерине II и Комитет по сооружению в г. Вильне памятника графу М. П. Муравьёву, а также Комиссия по устройству музея графа Муравьёва.
В кордегардии дворцового ансамбля с 1906 года действовал Музей М. Н. Муравьёва, открытый к 110-летию со дня рождения и 40-летию со дня смерти. В Гродно именем Муравьёва была названа церковно-приходская школа.
В честь Муравьёва-Виленского в 1901 году крупная узловая станция Можейки (ныне Мажейкяй) Либаво-Ровенской железной дороги была переименована в Муравьёво и носила это название до 1918 года, когда территория в ходе Первой мировой войны была оккупирована немецкими войсками.
В начале 2023 года губернатор Калининградской области Алиханов предложил установить памятник Муравьёву в Калининграде. В октябре 2023 года памятник был торжественно открыт.

### В литературе
Жизнь и деятельность Муравьёва-Виленского нашла отражение в произведениях художественной литературы:
- Владимир Короткевич. Паром на бурной реке.
- Чернышевский Н. Г. Пролог[10]
- Крестовский В. В. Две силы[10].

В 2014 году в Москве вышли воспоминания современников о М. Муравьёве.

### На экране
В белорусском советском фильме 1928 года «Кастусь Калиновский» роль Муравьёва сыграл Кондрат Яковлев.
В вышедшем в 2011 году литовском приключенческом фильме «Тадас Блинда. Начало» роль губернатора Михаила Муравьёва сыграл Донатас Банионис.

## Награды
- Орден Святого Владимира 4-й степени с бантом (10.09.1812) — за Бородинское сражение
- Орден Святой Анны 2-й степени (21.05.1828)
- Орден Святой Анны 1-й степени (09.06.1831)
- Императорская корона к ордену Святой Анны 1-й степени (15.01.1834)
- Орден Святого Владимира 2-й степени (04.02.1836)
- Табакерка с вензелем Его Императорского Величества (07.07.1839)
- Орден Белого орла (27.12.1843)
- Орден Святого Александра Невского (01.01.1852)
- Орден Святого Георгия 4-й степени (26.11.1855) — за 25 лет выслуги в офицерских чинах
- Бриллиантовые знаки к ордену Святого Александра Невского (01.01.1856)
- Орден Святого Владимира 1-й степени с мечами (17.04.1858)
- Орден Святого апостола Андрея Первозванного (30.08.1863) — за управление Литовско-Белорусским краем
- Бриллиантовые знаки к ордену Святого апостола Андрея Первозванного (30.08.1866)
- Знак отличия беспорочной службы за XX лет (22.08.1844)
- Знак отличия беспорочной службы за XXV лет (22.08.1850)
- Знак отличия беспорочной службы за XXX лет (22.08.1854)

## Сочинения
- Муравьёв-Виленский М. Н. «Готов собою жертвовать…» / Сост. К. Петров. — М.: Пашков дом, 2009. — 416 с. — 1000 экз. — ISBN 978-5-7510-0396-8.